# Пятёрка отважных
«Пятёрка отва́жных» — советский детский художественный фильм о Великой Отечественной войне, снятый в 1970 году режиссёром Леонидом Мартынюком.

## Сюжет
Действие фильма происходит в одном маленьком городке, расположенном на самой границе, в начале Великой Отечественной войны.
Пятёрка отважных ребят не знают, что старшие ведут подготовку к партизанской жизни, поэтому решают действовать сами.
Они приходят на места сражений и собирают оружие, чтобы подготовить две очень рискованные операции: освобождение советских пленных из концентрационного лагеря и взрыв вражеского склада с боеприпасами…

## В ролях
- Саша Примако — Данилка
- Раймундас Банионис — Кешка
- Таня Щигельская — Густя
- Костя Леневский — Максимка
- Лёня Шепелев — Лёва
- Николай Никитский — раненый советский офицер, фокусник-гипнотизёр
- Юрий Решетников — Зылев, полицай, «Зыль»
- Владимир Васильев — Юзик
- Волдемар Акуратерс — Иоганн Карлович Клемм, бургомистр
- Лариса Зайцева — юная разведчица
- Стефания Станюта — бабушка Кешки
- Игорь Класс — немецкий лейтенант
- Леонид Крюк
- Анатолий Решетников
- С. Василькован
- Г. Ерота
- А. Иванов
- В. Кошолкин
- Э. Леневский
- М. Ревяко
- Юрий Рыбчёнок
- Ю. Сахарь

## Съёмочная группа
- Автор сценария: Алесь Осипенко
- Режиссёр: Леонид Мартынюк
- Оператор: Юрий Шалимов
- Художник: Владимир Аронин
- Композитор: Лев Абелиович

## Технические данные
- Производство: Беларусьфильм
- Художественный фильм, односерийный, телевизионный, цветной
- Длительность — 72 мин